# Fruktsallad (lek)
Fruktsallad är en sällskapslek som går ut på att deltagarna ska byta plats med varandra. Leken påminner om hela havet stormar.
Deltagarna delas in i ungefär lika stora grupper och dessa namnges med frukter, exempelvis äpple, banan, päron och apelsin. En av deltagarna utses till inledande lekledare (ofta en vuxen). Lekledaren placerar sig stående medan övriga deltagare sitter på stolar.
Lekledaren ropar sedan ut en fras där en av frukterna ingår, exempelvis "alla äpplen byter plats", varpå alla som ingår i äpple-gruppen snabbt ska byta plats med varandra samtidigt som lekledaren försöker hinna stjäla en tillfälligt ledig plats. Misslyckas lekledaren så förblir denne lekledare och ropar ut en ny frukt i nästa omgång. Men om lekledaren hinner sätta sig på en av stolarna blir deltagaren som är utan stol automatiskt ny lekledare.
När som helst kan lekledaren överraska deltagarna genom att ropa "fruktsallad" i stället för en specifik frukt, vilket innebär att samtliga sittande (frukter) måste byta plats med varandra. Även då gäller det för lekledaren att hinna stjäla en ledig plats innan någon annan tar den.

## Varianter
Grundvarianten av Fruktsallad riktar sig främst till yngre barn. Det finns en variant som lämpar sig för barn 7–10 år där man ersätter fruktnamnen. Den som står i mitten ropar då istället ett kommando i stil med: "Alla som har vita strumpor byter plats" eller "Alla som gillar morötter byter plats". Även här är det kommandot "Fruktsallad" som gör att alla, inklusive den i mitten, som ska byta plats.
Exempelvis med tonåringar kan man lägga till ytterligare ett moment, nämligen hur rörelseförflyttningen ska gå till. "Alla som vet vad Spaniens huvudstad heter byter plats som zombies". Här blir det då inte primärt viktigast att få tag på en ny plats i ringen, utan att tillsammans med de andra platsbytarna göra en så rolig dramatisering som möjligt på vägen dit. Även på kommandot Fruktsallad läggs en rörelsebeskrivning till.